# МАЗ-4370

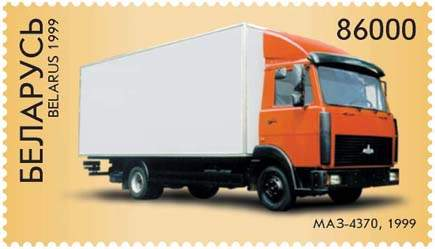
Поштова марка з зображенням МАЗ-4370

МАЗ-4370 «Зубреня» — білоруський середньотонажний низькорамний вантажний автомобіль класу N2 категорії MCV, що виготовляється з кінця 2003 року на Мінському автомобільному заводі.
На базі автомобіля також був створений самоскид МАЗ-4570.

## Опис моделі
Наприкінці 90-х, коли почав рости попит на п'ятитонні вантажівки, раптом з'ясувалося, що машин, що задовольняють вимоги ринку, «слов'янські» автомобільні заводи, не роблять. Сучасний аналог ЗІЛ-130 — ЗІЛ-433362 при зростанні цін на бензин став страшно неекономічним, оскільки споживав більше 30 л палива на 100 км, та й не дуже-то зручний: має велику вантажну висоту і малий корисний об'єм кузова. А дизельні 6-тонні ЗІЛи стали історією. Та й на ГАЗі згорнули виробництво среднетонажників — спочатку бензинового ГАЗ-3307, а потім і дизельного ГАЗ-3309. Тому на МАЗі взялися за розробку «п'ятитонника», використавши як прототип MAN L2000. І в 1999 році ворота заводу покинув перший МАЗ-437040, вантажопідйомністю 5,0 т, неофіційно прозваний «Зубреня».
На МАЗ-4370 встановлена тримісна кабіна, уніфікована з серійною самосвальною (моделі 5551) версією.
Існує два основних варіанти низькорамних шасі з Мінська. Перший має колісну базу 3700 мм, другий — 4200 мм. Основний двигун — це 136-сильний дизель ММЗ Д-245.9-540. Вантажопідйомність всіх модифікацій — у районі 4,5—6,0 т.